# Шуанцяо
Шуанця́о (кит. упр. 双桥, пиньинь Shuāngqiáo, буквально: «пара мостов») — район городского подчинения городского округа Чэндэ провинции Хэбэй (КНР).

## История
Район был создан в 1980 году.

## Административное деление
Район Шуанцяо делится на 7 уличных комитетов и 7 посёлков.